# Three 6 Mafia
Three 6 Mafia – pierwsza hip-hopowa grupa z Memphis, która zdobyła platynową płytę i druga grupa, która została nominowana i zdobyła Oscara. Zespół wykonuje podgatunek hip-hopu znany jako horrorcore. Grupa była pierwotnie złożona z 6 członków: DJ Paul, Juicy J, Lord Infamous, Crunchy Black, Gangsta Boo i Koopsta Knicca. Na początku działalności grupy nagrali wiele undergroundowych produkcji w swoim własnym studiu Prophet Entertainment (później Hypnotize Mindz Records). W początkowej fazie działalności grupa prowadziła beef z zespołem Bone Thugs-n-Harmony, spowodowany zarzutem grupy co do kopiowania szybkiego stylu rapowania przez raperów Three 6 Mafia.
W 1997 roku członkowie zespołu zostali wcieleni do Relativity Records gdzie wydali swój pierwszy „mocny” album: „Chapter 2: World Domination”. W 2005 roku wyszedł „Most Known Unknown” z gościnnym udziałem Lil’ Flipa, Pimp C, Lil’ Wyte, Frayser Boy i Project Pata. Z tego właśnie albumu pochodzi hit „Stay Fly” z udziałem Young Bucka, 8-Balla, i MJG. Jednak 2006 rok, był dla nich najbardziej udany. W marcu dostali Oscara w kategorii „Best Song” i stali się także pierwszymi artystami, którzy w ogóle występowali na gali Academy Awards. Grupa została nominowana za utwór „It’s Hard Out Here for a Pimp” z filmu pt. Hustle & Flow. W 2006 Three 6 Mafia & Hypnotize Mindz Records podpisali kontrakt z Warner Brothers Records. W 2008 roku wyszedł album Last 2 Walk.
W 2009 roku duet rozpoczął pracę nad ostatnim albumem pt. Laws Of Power, który pierwotnie był zapowiedziany na lato 2011 roku. Jednak jego premiera się nie odbyła. Pierwszym singlem promującym to wydawnictwo był utwór „Shake My”; ukazał się 8 września 2009 r. Po nim ukazały się kolejne piosenki: „Lil Freak (Ugh, Ugh, Ugh)” (25 września 2009), „Shots After Shots” (30 listopada 2009). Ostatnim jak dotąd utworem promującym album był „Feel It” nagrany wspólnie z Tiesto, Seanem Kingstonem i Flo Ridą. Ukazał się 1 grudnia 2009 i od razu okazał się sporym sukcesem. Dotarł do 4. miejsca notowania Hot Dance Club Songs. Został zatwierdzony jako złoto przez CRIA.

## Dyskografia
- Smoked Out, Loced Out (1994)
- Mystic Stylez (1995)
- Chapter 1: The End (1996)
- Chapter 2: World Domination (1997)
- When the Smoke Clears: Sixty 6, Sixty 1 (2000)
- Choices: The Album (2001)
- Da Unbreakables (2003)
- Choices II: The Setup (2005)
- Most Known Unknown (2005)
- Last 2 Walk (2008)

## Filmografia

### Wyróżnione filmy
- Hustle & Flow (2005)
- Jackass: Numer dwa (2006)
- Rocky Balboa (2006) – „It’s a Fight” jest to oficjalny soundtrack z filmu
- Jackass 2.5(2007)

### DVD
- Choices: The Movie (2001)
- Choices II (2005)
- Clean Up Men (2005)
- Ultimate Video Collection (2006)
- Adventures in Hollyhood (2007)
- Streets of Memphis (2008)
- Choices III: The Return of Big Pat (2009)

## Single
| Rok                                      | Piosenka                                                                | U.S. Hot 100 | U.S. R&B | U.S. Rap | UK Singles | Album                                         |
| ---------------------------------------- | ----------------------------------------------------------------------- | ------------ | -------- | -------- | ---------- | --------------------------------------------- |
| 1994                                     | „Beatin’ Them Goes Down”                                                | –            | –        | –        | –          | Smoked Out, Loced Out                         |
| 1994                                     | „Squeeze on My Nuts”                                                    | –            | –        | –        | –          | Smoked Out, Loced Out                         |
| 1994                                     | „Now I’m High Realy High”                                               | –            | –        | –        | –          | Smoked Out, Loced Out                         |
| 1995                                     | „Live By Yo Rep (B.O.N.E. Dis)”                                         | –            | –        | –        | –          | Mystic Stylez                                 |
| 1995                                     | „Fuckin’ Wit Dis Click”                                                 | –            | –        | –        | –          | Mystic Stylez                                 |
| 1995                                     | „Porno Movie”                                                           | –            | –        | –        | –          | Mystic Stylez                                 |
| 1995                                     | „Tear Da Club Up”                                                       | –            | –        | –        | –          | Mystic Stylez                                 |
| 1998                                     | „Late Nite Tip”                                                         | –            | –        | –        | –          | Chapter 1: The End                            |
| 1998                                     | „Tear Da Club Up '97"                                                   | –            | –        | –        | –          | Chapter 2: World Domination                   |
| 2000                                     | „Who Run It”                                                            | –            | 116      | –        | –          | When the Smoke Clears                         |
| 2000                                     | „Sippin’ on Some Syrup” (feat. UGK, & Project Pat)                      | –            | 30       | –        | –          | When The Smoke Clears: Sixty 6, Sixty 1       |
| 2000                                     | „Tongue Ring”                                                           | –            | 102      | –        | –          | When The Smoke Clears: Sixty 6, Sixty 1       |
| 2001                                     | „Baby Mama” (feat. La Chat)                                             | –            | 94       | –        | –          | Choices: The Album                            |
| 2001                                     | „2-Way Freak” (feat. La Chat)                                           | –            | –        | –        | –          | Choices: The Album                            |
| 2003                                     | „Ridin’ Spinners” (feat. Lil’ Flip)                                     | –            | 62       | –        | –          | Da Unbreakables                               |
| 2003                                     | „Who Gives A Where You From” (feat. DJ Kay Slay)                        | 34           | 6        | 5        | 6          | Streetsweepers Vol. 2: The Pain From the Game |
| 2005                                     | „Stay Fly” (feat. Young Buck & Eightball & MJG)                         | 13           | 9        | 3        | 33         | Most Known Unknown                            |
| 2006                                     | „Poppin’ My Collar” (remix) (feat. Project Pat)                         | 21           | 10       | 6        | –          | Most Known Unknown                            |
| 2006                                     | „Side 2 Side” (Remix) (feat. Project Pat & Bow Wow)                     | –            | 63       | –        | –          | Most Known Unknown                            |
| 2007                                     | „Dope Boy Fresh” (feat. Chamillionaire)                                 | 54           | 74       | –        | –          | (tylko na singlu)                             |
| 2007                                     | „Like Money” (feat. The Game)                                           | –            | 89       | –        | –          | (tylko na singlu)                             |
| 2008                                     | „I’d Rather” (feat. DJ Unk)                                             | –            | 98       | –        | –          | Last 2 Walk                                   |
| 2008                                     | „Lolli Lolli (Pop That Body)” (feat. Project Pat, Young D & Superpower) | 18           | 48       | 7        | –          | Last 2 Walk                                   |
| 2008                                     | „That’s Right” (feat. Akon)                                             | –            | 97       | –        | –          | Last 2 Walk                                   |
| 2009                                     | „Shake My” (feat. Kalenna)                                              | 75           | –        | 22       | –          | Laws Of Power                                 |
| 2009                                     | „Lil’ Freak (Ugh, Ugh, Ugh)” (feat. Weebie)                             | –            | 96       | –        | –          | Laws Of Power                                 |
| 2009                                     | „Feel It” (feat. Tiesto, Sean Kingston & Flo Rida)                      | 78           | –        | –        | 83         | Laws Of Power                                 |
| 2010                                     | „Shots After Shots” (feat. Tech N9ne)                                   | –            | –        | –        | –          | Laws Of Power                                 |
| „–” oznacza, że singel nie był notowany. |                                                                         |              |          |          |            |                                               |